# Tomáš Koubek
Tomáš Koubek (* 26. srpna 1992, Hradec Králové, Československo) je český fotbalový brankář a reprezentant, od ledna 2025 hráč českého klubu FC Slovan Liberec.

## Klubová kariéra
Svoji fotbalovou kariéru začal v mužstvu TJ Sokol Ostřetín, odkud pak přestoupil do FC Hradec Králové kde se přes mládežnické kategorie propracoval v roce 2010 prvního týmu.

### FC Hradec Králové
V A-týmu debutoval v prvoligovém utkání 30. dubna 2011 proti Mladé Boleslavi (výhra Hradce Králové 2:1). Za tým nastoupil v první i druhé lize. Celkem za mužstvo nastoupil k 74 zápasům.

### FC Slovan Liberec (hostování)
Dne 9. července 2015 Koubek přestoupil do Sparty Praha, kde podepsal smlouvu na 4 roky. Celou sezonu 2015/16 však strávil na hostování ve Slovanu Liberec. V dresu Slovanu debutoval 26. července v utkání 1. kola proti týmu FK Mladá Boleslav (výhra Liberce 4:2), nastoupil na celý zápas. S mužstvem postoupil přes izraelský tým Hapoel Ironi Kirjat Šmona FC (výhry Slovanu 2:1 a 3:0) a chorvatský klub HNK Hajduk Split (výhry Liberce 2x 1:0) do skupinové fáze Evropské ligy UEFA. Liberec byl nalosován do základní skupiny F, kde se střetl s SC Braga (Portugalsko), Olympique de Marseille (Francie) a FC Groningen (Nizozemsko). Ve skupině skončil třetí a do jarní vyřazovací části nepostoupil, Koubek odchytal všech šest utkání. V domácí soutěži Liberec skončil na třetí příčce a kvalifikoval se do třetího předkola Evropské ligy UEFA. Koubek celkem v dresu Liberce nastoupil k 25 ligovým zápasům.

### AC Sparta Praha

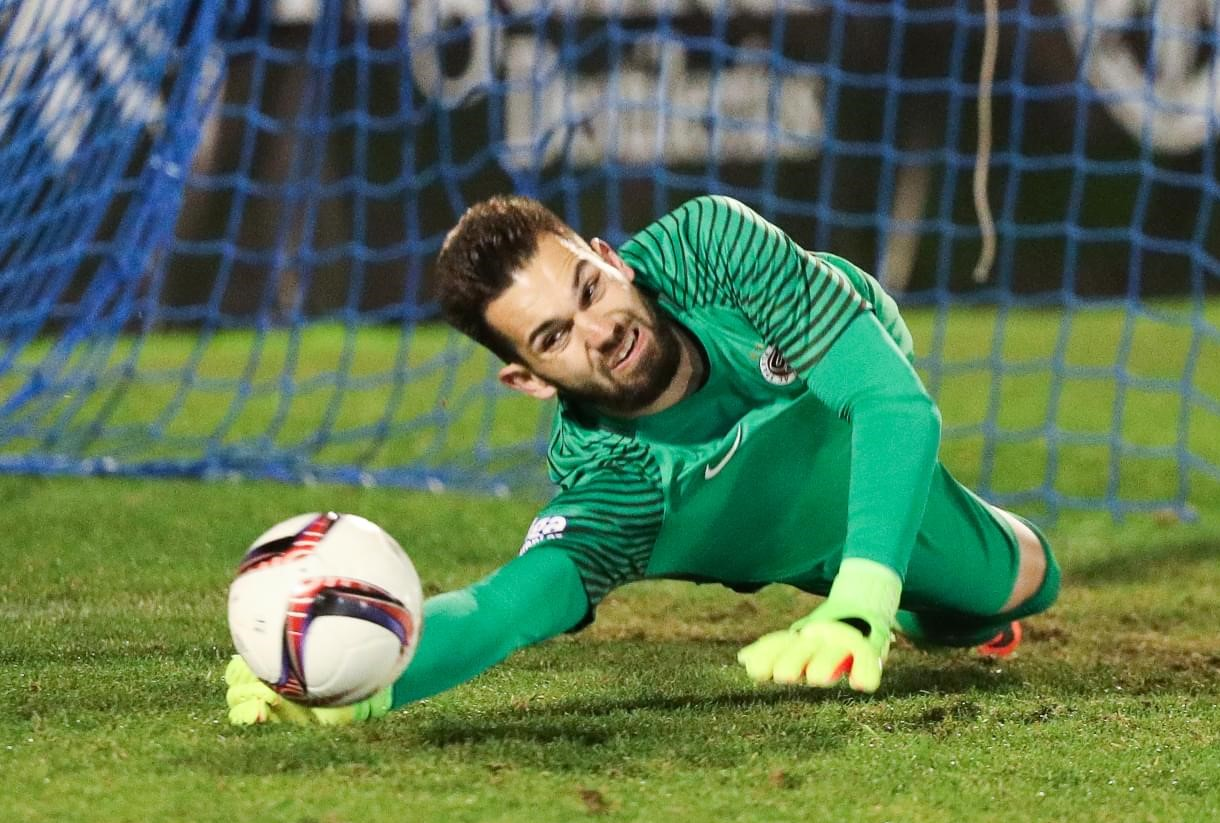
Tomáš Koubek v dresu Sparty Praha

V létě 2016 se vrátil do Sparty. V 1. české lize debutoval za Spartu 7. srpna 2016 ve druhém kole ročníku 2016/17 proti domácímu týmu FK Teplice (remíza 0:0). V evropských pohárech ve sparťanském dresu chytal poprvé 18. srpna v úvodním zápase play-off Evropské ligy proti SønderjyskE (remíza 0:0).
Koubek nastoupil 2. října k zápasu devátého ligového kola na hřišti Zbrojovky Brno (remíza 3:3). Vyrovnávacímu gólu domácího Aloise Hyčky předcházel ofsajd, který však asistentka rozhodčího Lucie Ratajová mylně nesignalizovala. V pozápasovém rozhovoru Koubek na její adresu prohlásil, že "ženy by měly zůstat u plotny a ne rozhodovat mužský fotbal." Podobný komentář na sociální síti Twitter napsal jeho tehdy zraněný spoluhráč Lukáš Vácha. Generální manažer Sparty Adam Kotalík je oba za trest určil ambasadory zápasu ženského týmu Sparty v Lize mistrů a hráči se měli zúčastnit několika tréninků sparťanek. Následně Koubka s Váchou potrestala i disciplinární komise pokutou 40 tisíc korun a nařídila jim vést jeden mládežnický trénink mimo svůj klub.
V sezóně 2017/18 české nejvyšší ligy začal na lavičce náhradníků, ale záhy dostal přednost v bráně před svým konkurentem, slovenským brankářem Martinem Dúbravkou.

### Stade Rennais FC
Koncem srpna 2017 přestoupil ze Sparty Praha do francouzského prvoligového klubu Stade Rennais FC, kde podepsal smlouvu na 4 roky. Po patnácti letech se stal dalším českým brankářem v tomto francouzském mužstvu, před ním zde začal svou úspěšnou kariéru v zahraničí Petr Čech.
V Ligue 1 debutoval 10. září 2017 v utkání proti Olympique Marseille, v němž vychytal výhru 3:1.

V roce 2019 vyhrál Coupe De France proti PSG.

### FC Augsburg
Začátkem srpna 2019 přestoupil ze Stade Rennais FC do německého klubu FC Augsburg. Nastupuje tak po dvou sezónách ve francouzské Ligue 1 do německé Bundesligy.

## Klubové statistiky
Aktuální k 5. červnu 2018
| Sezona  | Klub                      | Soutěž         | Zápasy | Čistá konta |
| ------- | ------------------------- | -------------- | ------ | ----------- |
| 2010/11 | FC Hradec Králové         | Gambrinus liga | 2      | 0           |
| 2011/12 | FC Hradec Králové         | Gambrinus liga | 13     | 4           |
| 2012/13 | FC Hradec Králové         | Gambrinus liga | 20     | 4           |
| 2013/14 | FC Hradec Králové         | 2. liga        | 13     | 5           |
| 2014/15 | FC Hradec Králové         | Gambrinus liga | 26     | 7           |
| 2015/16 | FC Slovan Liberec (host.) | Gambrinus liga | 25     | 8           |
| 2016/17 | AC Sparta Praha           | Gambrinus liga | 23     | 11          |
| 2017/18 | AC Sparta Praha           | Gambrinus liga | 4      | 2           |
| 2017/18 | Stade Rennais FC          | Ligue 1        | 34     | 10          |

## Reprezentační kariéra

### Mládežnické výběry
Koubek reprezentoval ČR v mládežnických kategoriích. Nastupoval za výběry do 18, 19, 20 a 21 let.
Zúčastnil se domácího Mistrovství Evropy hráčů do 21 let 2015 konaného v Praze, Olomouci a Uherském Hradišti. Na turnaji byl prvním brankářem, odchytal všechny tři zápasy českého týmu (porážka 1:2 s Dánskem, výhra 4:0 nad Srbskem a remíza 1:1 s Německem), který byl vyřazen v základní skupině.

### A-mužstvo
Na podzim 2015 byl nominován trenérem Pavlem Vrbou do A-mužstva České republiky. Debutoval až 24. března 2016 v přátelském utkání v Praze proti reprezentaci Skotska (porážka 0:1).
Trenér Pavel Vrba jej zařadil do závěrečné 23členné nominace na EURO 2016 ve Francii. Český tým v základní skupině D obsadil se ziskem jediného bodu poslední čtvrté místo, Koubek byl na šampionátu náhradním brankářem za Petrem Čechem a Tomášem Vaclíkem, neodchytal zde žádné utkání.
V květnu 2021 bylo nejprve oznámeno, že chybí v nominaci na nadcházející EURO, v nominaci ho nahradil Aleš Mandous. Těsně před vstupem do mistrovství z ní ale vypadl zraněný Jiří Pavlenka, kterého nahradil právě Koubek. K týmu se připojil až po zápase se Skotskem.

### Reprezentační zápasy
Zápasy Tomáše Koubka v A-týmu české reprezentace
| 2016               | 4  | 2 |
| 2017               | 2  | 2 |
| 2018               | 3  | 1 |
| 2020               | 1  | 0 |
| Celkem             | 10 | 5 |
| Platí k 15.10.2020 |    |   |